# Steven Strait
Steven Strait, ameriški igralec in pevec, * 23. marec 1986, Greenwich Village, New York, ZDA.
Rojen je leta 1986 v New Yorku. Kot otrok je živel v Green Village in obiskoval tam osnovno šolo. Na avdiciji za šolsko igro pa je blestel, kar mu je dalo krila za naprej.
Še predno pa je postal slavni igralec, pa je dobil ponudbo za manekena. Poziral je za Details, Pop, Spoon, Surface in celo v Vogue kot najstniški model. Delal je tudi z znanimi fotografi kot so :Bruce Weber, Ellen Von Unwerth, Herb Ritts.
Malo zatem je že zašel v igralske vode, pod vodstvom Stelle Adler Acting Studio. Z 18 leti je maturiral na Xavier High School in se preselil v Californio z željo, da bi uspel v igranju. Tam je podpisal pogodbo za film Undiscovered, v katerem je imela glavno vlogo Ashlee Simpson. Ko so njegov talent odkrili tudi drugi menedžerji, so mu ponudili vlogo v grozljivki The Covenant (Zaveza). Vsi so bili navdušeni nad njegovo vlogo, Calebom Denversom, navdušil je ccelo mnoge Hollywodske kritike. Tako je bilo leto 2008 zanj najbolj delavno, v tem letu je najbolj zablestel na filmskih platnih tudi s filmom 10,000 BC, pojavljal se je tudi na MTV-jevem produkcijskem filmu Stop Loss kot Michael Colson.
Pred kratkim pa je zaključil s snemanjem filma City Island" v New Yorku.
Čeprav ga imajo vsi za slavnega, se sam ne počuti tako, pravi celo, da je čisto preprost fant. S svojimi rosnimi 22leti navdušuje filmske kritike Hollywooda.